# مقاطعة سردشت
مقاطعة سردشت (بالفارسية: شهرستان سردشت) هي إحدى مقاطعات محافظة أذربيجان الغربية في إيران. كان عدد سكان المقاطعة سنة 2006 حوالي 104,146 نسمة.